# Цона Ндустријале (Мантова)
Цона Ндустријале је насеље у Италији у округу Мантова, региону Ломбардија.
Према процени из 2011. у насељу је живело 14 становника. Насеље се налази на надморској висини од 109 м.